# Mahmoud Habibi
Mahmoud Habibi (* 1924 oder 1925; † 20. Januar 2011) war ein afghanischer Journalist, Schriftsteller und Politiker. Er stammt aus einer alten paschtunischen Familie aus Kandahar.
Habibi bekleidete unter verschiedenen afghanischen Regierungen hohe politische Ämter. Er war unter anderem Gouverneur der Provinzen Kabul, Kunduz and Panjshir in den 1970er Jahren. Unter König Zahir Schah war er Informationsminister und unter Präsident Nadschibullāh Präsident des afghanischen Senats. Vor der Eroberung Kabuls durch die Taliban floh er aus der Stadt und hielt sich im Machtbereich des Generals Raschid Dostum auf. Nach der Rückeroberung Kabuls kehrte er wieder dorthin zurück. Bis 2006 war Habibi Präsident der National Union of Afghan Journalists und Mitglied der Afghanischen Akademie der Wissenschaften. Seine Frau, die Journalistin und Politikerin Shafiqa Habibi ist Präsidentin der New Afghanistan Women Association und war bei den Wahlen von 2004 die Vizepräsidentschaftskandidatin von General Dostum.